# Un angelo caduto dall'inferno
Un angelo caduto dall'inferno (Die Katze) è un film del 1988 diretto da Dominik Graf.

## Trama
Due criminali prendono in ostaggio gli impiegati di una banca e chiedono 3 milioni di marchi di riscatto.